# Conrad Carlsrud
Conrad Marentius Carlsrud (Larvik, 1884. február 9. – Connecticut, Waterbury, 1973. október 21.) norvég olimpiai bajnok és ezüstérmes tornász, gerelyhajító.
Az 1906. évi nyári olimpiai játékokon indult atlétaként és szabadstílusú gerelyhajításban a 8. lett.
Szintén az 1906. évi nyári olimpiai játékokon még tornában is versenyzett és összetett csapatversenyben aranyérmes lett.
Az 1908. évi nyári olimpiai játékokon is elindult atlétaként szabadstílusú gerelyhajításban de helyezés nélkül zárt.
Tornászként is versenyzett ezen az olimpián és összetett csapatversenyben ezüstérmes lett valamint egyéni összetettben helyezés nélkül zárt.
Klubcsapata az IF Urædd volt.